# Felice Napoleone Canevaro

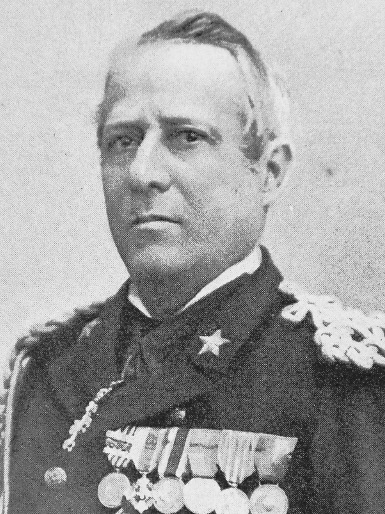
Vizeadmiral Felice Napoleone Canevaro

Felice Napoleone Canevaro, Herzog von Castelvari und Zoagli, Graf von Santandero (* 7. Juli 1838 in Lima; † 30. Dezember 1926 in Venedig) war ein italienischer Marineoffizier und Politiker. Vom 1. bis 29. Juni 1898 war er Marineminister im Kabinett Rudinì V, anschließend bis zum 14. Mai 1899 Außenminister seines Landes im ersten Kabinett Pelloux.

## Leben und militärische Karriere
Canevaro wurde als Sohn aus Ligurien (damals zum Königreich Sardinien gehörig) zugewanderter Eltern in der peruanischen Hauptstadt Lima geboren und trat mit 14 Jahren 1852 in die sardische Marineschule in Genua ein. 1855 wurde er Fähnrich 2. Klasse, 1859 nahm er als Unterleutnant zur See auf den Schiffen Beroldo und Des Geneys am zweiten italienischen Unabhängigkeitskrieg teil. Im Sommer 1860 schied er formal aus der sardischen Marine aus, um an Giuseppe Garibaldis Zug der Tausend teilzunehmen. Im Herbst des gleichen Jahres trat er wieder in die königliche Marine ein und nahm an den Marineaktionen im Zuge der italienischen Einigung teil. In den folgenden Jahren diente er auf verschiedenen Schiffen und stieg dabei im Rang langsam auf. Im Dritten italienischen Unabhängigkeitskrieg 1866 nahm er an der Seeschlacht von Lissa als Stabschef Augusto Ribotys teil. Seit 1869 Fregattenkapitän, war er von März 1874 bis August 1876 italienischer Marineattaché in London, bevor er als Kommandant der Colombo von Januar 1877 bis März 1879 die Welt ostwärts umrundete und nach seiner Rückkehr zum Kapitän zur See befördert wurde. 1887 wurde er Konteradmiral und 1893 Vizeadmiral, wobei seine Dienststellungen zwischen der Leitung festländischer Marineeinrichtungen (z. B. stellvertretender Kommandeur der Marineschule, Stabschef der Kriegsmarine, Kommandeur des Marinearsenals von Tarent) und dem Kommando größerer Schiffe bzw. Schiffsverbände wechselten (z. B. Kommandeur des italienischen Verbandes und dann Oberbefehlshaber der vereinigten Schiffsverbände vor Kreta im Türkisch-Griechischen Krieg 1897). Seit 1896 war er auch Richter am Obersten Kriegs- und Marinegericht.
Nach seinem Rücktritt als Außenminister wurde Canevaro Abteilungsleiter im Marineministerium und anschließend Präsident des Obersten Rates der Marine, bevor er 1903 in den Ruhestand versetzt wurde.

## Politische Karriere
Von November 1882 bis September 1892 gehörte Canevaro für einen Wahlkreis in Genua der italienischen Abgeordnetenkammer an, im Oktober 1896 wurde er zum Senator auf Lebenszeit ernannt. Seine Amtszeit als Außenminister war von Loyalität gegenüber dem Dreibund und vom Streben nach Einvernehmen mit Großbritannien gekennzeichnet. Innerhalb dieses Rahmens strebte er auch (trotz des „Raheita-Zwischenfalls“) eine gewisse Entspannung der Beziehungen zu Frankreich an. Sein unglückliches Agieren bei dem Versuch ein italienisches Pacht- oder Kolonialgebiet an der chinesischen Küste zu erlangen – gedacht war an die Bucht von Sanmen – trug sehr zum Rücktritt der ersten Regierung Pelloux bei. Der zweiten Regierung Pelloux gehörte er deshalb nicht mehr an.

## Sonstiges
Von März 1906 bis Mai 1909 war Canevaro Präsident der Marineliga (Lega navale italiana), einer heute noch existierenden Organisation; außerdem engagierte er sich als Ruheständler im Nationalkomitee für die Geschichte des Risorgimento.
Die „Via Felice Napoleone Canevaro“ in Perugia wurde nach ihm benannt.
Von seinen sechs Brüdern erreichten drei wichtige Positionen in Peru: Der älteste, José Francisco Canevaro, wurde Vorsitzender des Obersten Handelsgerichtes (Tribunal del Consulado de Lima) und Vizepräsident, der viertälteste, Rafael Canevaro, Richter an diesem Obersten Handelsgericht und der fünftälteste, César Canevaro, General, Bürgermeister der Hauptstadt Lima, Präsident der Abgeordnetenkammer und des Senats und Vizepräsident des Landes.